# جون روبرت براون (سياسي)
جون روبرت براون هو سياسي كندي، ولد في 19 فبراير 1862، وتوفي في 8 ديسمبر 1947.